# Anja Weisgerber

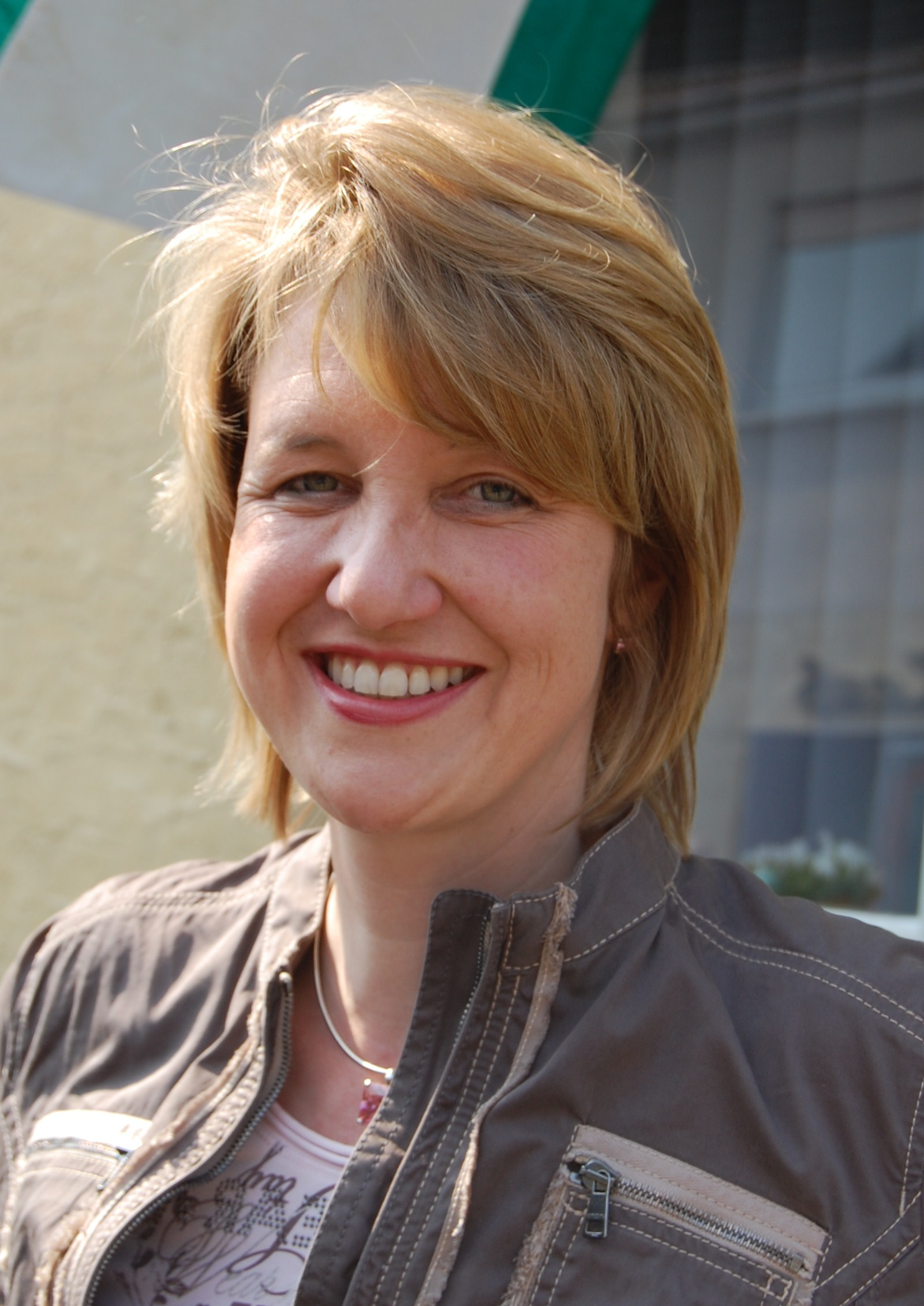
Anja Weisgerber

Anja Weisgerber este un om politic german, membru al Parlamentului European în perioada 2004-2009 din partea Germaniei.
1. ↑  basic data about the members of the Bundestag, accesat în 13 aprilie 2018
2. 1 2  Katalog der Deutschen Nationalbibliothek, accesat în 23 februarie 2025
3. ↑   http://www.bundestag.de/bundestag/abgeordnete18/biografien/W/weisgerber_anja/259190 Lipsește sau este vid: |title= (ajutor)
4. ↑   https://bundeswahlleiter.de/bundestagswahlen/2017/gewaehlte/bund-99/w.html Lipsește sau este vid: |title= (ajutor)
5. ↑  basic data about the members of the Bundestag, accesat în 28 decembrie 2018
6. ↑  Deputații în Parlamentul European